# Rudolf Lange (Politiker, 1887)
Rudolf Lange (* 23. März 1887 in Usedom; † nach 1933) war ein deutscher Politiker (NSDAP).

## Leben
Lange lebte als Gärtnereibesitzer und Gartenarchitekt in Swinemünde, Gartenstraße 40. Er war ab 1920 Mitglied der Landwirtschaftskammer Pommern und ab 1926 Mitglied des Hauptausschusses des Reichsverbandes des deutschen Gartenbaues. Vermutlich zum 1. Oktober 1930 trat er der NSDAP bei (Mitgliedsnummer 315.270). Im März 1933 wurde er in den Preußischen Landtag gewählt, dem er bis zur Auflösung der Körperschaft im Oktober 1933 angehörte. Am 14. April 1933 wurde er zum Reichsführer Gartenbau ernannt, legte das Amt allerdings am 10. Juli des Jahres „infolge Arbeitsüberlastung“ nieder.
Lange kandidierte auf dem Wahlvorschlag für die NSDAP bei der Wahl zum Deutschen Reichstag am 12. November 1933, zog aber nicht in den nationalsozialistischen Reichstag ein.